# Max Petitpierre

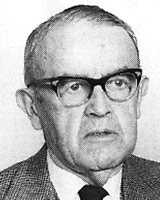

Max Petitpierre (Neuchâtel, 26 februari 1899 - 25 maart 1994), was een Zwitsers politicus.

## Biografie
Petitpierre studeerde rechten (specialisatie: privaatrecht) aan de Universiteit van Neuchâtel. Later was hij hoogleraar internationaal privaatrecht aan die universiteit. In 1937 werd hij voor de Vrijzinnige-Democratische Partij (FDP) in de Grote Raad van Neuchâtel gekozen.
In 1942 werd Petitpierre in de Nationale Raad gekozen. Op 14 december 1944 werd hij als opvolger van Marcel Pilet-Golaz in de Bondsraad gekozen. Hij bleef lid van de Bondsraad tot 30 juni 1961. Gedurende zijn ambtstijd beheerde hij het Departement van Politieke Zaken (= Buitenlandse Zaken).
Tijdens de ambtstijd van Petitpierre als voorzitter van het Departement van Politieke Zaken ging Zwitserland diplomatieke betrekkingen aan met de Sovjet-Unie (1945) en speelde het een belangrijke rol in de wapenstilstandscommissie die moest toezien op de wapenstilstand tussen Noord- en Zuid-Korea. In 1950 werd de Volksrepubliek China erkend. Petitpierre maakte van Genève een internationaal belangrijke stad. In 1954 vond er de Indo-China Conferentie plaats. Van 18 tot 23 juli 1955 vond de conferentie van de "grote vier" (staatshoofden van de USSR, VS, Verenigd Koninkrijk en Frankrijk) plaats in Genève en van 27 oktober tot 16 november die van ministers van Buitenlandse Zaken van de "grote vier" Edgar Faure (Frankrijk), Anthony Eden (Verenigd Koninkrijk), Nikolai Boelganin (USSR), Dwight D. Eisenhower (VS) in Genève plaats. Van 8 tot 20 augustus 1955 vond Grote Internationale Atoomconferentie plaats in Genève.
Petitpierre was in 1949 vicepresident en in 1950, 1955, 1960 bondspresident.
Na zijn aftreden was hij lid van de Commissie van Wijze Mannen die naar oplossing zochten voor de Jura-kwestie (taalstrijd in het kanton Jura).
Petitpierre was ongetwijfeld een van de belangrijkste Zwitserse politici van de twintigste eeuw.
Zijn buitenlandpolitiek was gericht op het waarborgen van de Zwitserse neutraliteit, maar er kan wel aan worden toegevoegd dat het enigszins West georiënteerd was.
Petitpierre was getrouwd met de dochter van filosoof Denis de Rougemont. Zijn zoon is Gilles, rechtsdeskundige en lid van de Nationale Raad (1979-1991), lid van de Kantonsraad (1991-1995).